# Contea di Cass (Dakota del Nord)
La contea di Cass (in inglese Cass County) è una contea dello Stato del Dakota del Nord, negli Stati Uniti. La popolazione al censimento del 2000 era di 123 138 abitanti. Il capoluogo di contea è Fargo.

## Geografia
La contea si trova nel sud-est dello Stato, al confine con il Minnesota. Il confine est è segnato dal Red River. Il territorio è prevalentemente collinare.

### Contee confinanti
- Contea di Traill - nord
- Contea di Norman (Minnesota) - nord-est
- Contea di Clay (Minnesota) - est
- Contea di Richland - sud-est
- Contea di Ransom - sud-ovest
- Contea di Barnes - ovest
- Contea di Steele - nord-ovest

## Storia
La contea fu creata nel 1873 e fu chiamata così in onore di George Washington Cass, presidente della Northern Pacific Railway.

## Comuni

### Cities
| - Alice - Amenia - Argusville - Arthur - Ayr - Briarwood - Buffalo - Casselton - Davenport | - Enderlin - Fargo (capoluogo) - Frontier - Gardner - Grandin - Harwood - Horace - Hunter - Kindred | - Leonard - Mapleton - North River - Oxbow - Page - Prairie Rose - Reile's Acres - Tower City - West Fargo |

### Census-designated places
- Brooktree Park
- Embden
- Erie
- Wheatland